# غيلبرت كارلتون ووكر
غيلبرت كارلتون ووكر (بالإنجليزية: Gilbert Carlton Walker)‏ هو مصرفي ومحامي وسياسي أمريكي، ولد في 1 أغسطس 1833 في مقاطعة سسكويهانا في الولايات المتحدة، وتوفي في 11 مايو 1885 في نيويورك في الولايات المتحدة. نشط حزبياً في الحزب الجمهوري والحزب الديمقراطي. وقد انتخب حاكم فرجينيا ‏ (21 سبتمبر 1869 – 1874) وانتخب عضو مجلس نواب الولايات المتحدة عن ولاية فرجينيا وانتخب عضو مجلس النواب الأمريكي.